# Ритисмовые
Ритисмовые (лат. Rhytismataceae) — семейство грибов, входящее в порядок Rhytismatales. По данным Словаря грибов Эйнсуорта и Бисби, включает 55 родов и 3728 видов грибов.

## Описание
Плодовые тела — одиночные или групповые, нередко полностью погружённые в ткани растения-хозяина. Окраска верхней стенки почти всегда чёрная, нижняя стенка также тёмная, но обычно более светлая. Межасковая ткань из парафиз, иногда отсутствует.
Аски цилиндрической формы, обычно с тонкими стенками и неамилоидные, с чаще всего бесцветными спорами без септ.
Анаморфы целомицетовые, известны у многих видов.

## Экология
Представители семейства — паразиты и сапротрофы на листьях и коре растений. Многие виды вызывают пятнистость и преждевременное опадание листьев, иногда — «ведьмины мётлы».

## Роды
- Bifusella Hohn., 1917
- Bifusepta Darker, 1963
- Bivallum P.R.Johnst., 1991
- Canavirgella W.Merr., N.G.Wenner & Dreisbach, 1996
- Ceratophacidium J.Reid & Piroz., 1966
- Cerion Massee, 1901
- Coccomyces De Not., 1847 — Коккомицес
- Colpoma Wallr., 1833
- Criella (Sacc.) Henn., 1900
- Cryptomyces Grev., 1825
- Davisomycella Darker, 1967
- Discocainia J.Reid & A.Funk, 1966
- Duplicaria Fuckel, 1870
- Duplicariella B.Erikss., 1970
- Elytroderma Darker, 1932
- Hypoderma De Not., 1847
- Hypodermella Tubeuf, 1895
- Hypohelion P.R.Johnst., 1990
  - Hysterodiscula Petr., 1942 — анаморфы
- Isthmiella Darker, 1967
  - Leptostroma Fr., 1815 — анаморфы
- Lirula Darker, 1967
- Lophodermella Hohn., 1917
- Lophodermium Chevall., 1826 — Лофодермиум
- Lophomerum Ouell. & Magasi, 1966
- Macroderma Hohn., 1917
- Marthamyces Minter, 2003
  - Melasmia Lev., 1846 — анаморфы
- Meloderma Darker, 1967
- Moutoniella Penz. & Sacc., 1902
- Myriophacidium Sherwood, 1974
- Nematococcomyces C.L.Hou, M.Piepenbr. & Oberw., 2005
- Neococcomyces Y.R.Lin, C.T.Xiang & Z.Z.Li, 1999
- Nothorhytisma Minter, P.F.Cannon, A.I.Romero & Peredo, 1998
- Nymanomyces Henn., 1899
- Parvacoccum R.S.Hunt & A.Funk, 1988
- Ploioderma Darker, 1967
- Propolis Fr., 1838
- Pseudorhytisma Juel, 1895
- Pureke P.R.Johnst., 1991
- Rhytisma Fr., 1818 — Ритисма
- Soleella Darker, 1967
- Sporomega Corda, 1842
- Terriera B.Erikss., 1970
- Therrya Sacc., 1882
- Tryblidiopsis P.Karst., 1871
- Virgella Darker, 1967
- Vladracula P.F.Cannon, Minter & Kamal, 1986
- Xyloschizon Syd., 1922
- Zeus Minter & Diam., 1987